# Kohana (prénom)
Pour les articles homonymes, voir Kohana.
Kohana est un prénom féminin.

## Sens et origine
- Prénom féminin d'origine nord-amérindienne[1]
- Prénom qui signifie « rapide » en Sioux
- Prénom qui signifie « blanche » en Zuñi
- Prénom féminin aussi d'origine japonaise, signifiant « petite fleur » (Ko = Petite, Hana = Fleur).

## Prénom de personnes célèbres et fréquence
- Très peu usité aux États-Unis[2].
- Prénom qui semble-t-il, n'a jamais été donné en France[3].